# Camptoptera taiwana
Camptoptera taiwana är en stekelart som beskrevs av Taguchi 1977. Camptoptera taiwana ingår i släktet Camptoptera och familjen dvärgsteklar.
Artens utbredningsområde är Taiwan. Inga underarter finns listade.